# Erhard Angermann
Erhard Angermann (geboren 3. Oktober 1931 in Halle (Saale); gestorben 29. Dezember 2018 in Steinau an der Straße) war ein deutscher Landschafts- und Porträtmaler, Grafiker und Lithograf.

## Leben
Erhard Angermann erlebte die Zeit des Nationalsozialismus und den Zweiten Weltkrieg als Kind, bevor er in der Nachkriegszeit als Dreizehnjähriger 1946 in der Sowjetischen Besatzungszone eine Ausbildung zum Dekorationsmaler und Lithograf begann. Nach einem Kunststudium an der Universität Leipzig verließ er 1953 die Deutsche Demokratische Republik und siedelte in die Bundesrepublik Deutschland über, wo er in Klein-Auheim, einem Stadtteil von Hanau, einen Arbeitsplatz in der grafischen Industrie fand; anfangs in einer Fotolithographischen Kunstanstalt in Steinheim, dann in den Graphischen Betrieben der Firma Illert. Dieser „Brotberuf“ machte Angermann unabhängig vom „wirtschaftlichen Zwang des Kunstbetriebs“, den er dann jahrzehntelang in seiner Wahlheimat maßgeblich prägen sollte.
1964 trat Angermann dem Hanauer Künstlerbund Simplicius bei, wo er mit anderen Künstlern, insbesondere Walter Kromp, dann teils lebenslange Freundschaften einging. Formal war Angermann vor allem von Künstlern wie Lovis Corinth, Horst Janssen oder Claus Fußmann angeregt, entwickelte jedoch „seine ganz eigene künstlerische Sprache und einen ganz persönlichen Stil“, der durch wuchtige Pinselstriche und kräftige Farben als „‚ein‘ Angermann“ identifizierbar ist.
Neben Motiven aus der Natur wie Landschaften und Stillleben schuf Angermann insbesondere zahlreiche Porträtbilder von Persönlichkeiten, die bei ihm Modell saßen wie beispielsweise der Mainzer Bischof Karl Lehmann oder der sächsische Ministerpräsident Kurt Biedenkopf. Dabei waren Angermanns Porträts stets „mehr als nur das äußere Abbild“, sondern der Versuch, „die Persönlichkeit des Porträtierten zu erfassen, das Wesentliche des Menschen,“ wie der ehemalige Landtagsabgeordnete Aloys Lenz während einer Laudatio zu Ehren Angermanns hervorhob.
Zwei großen Einzelausstellungen – ausgerichtet von der Stadt Hanau 1991 und 1999 – folgten 2002 die Verleihung des Cläre-Roeder-Münch-Preises, 2011 eine große Retrospektive im Schloss Philippsruhe und die Würdigung mit dem August-Gaul-Preis der Stadt Hanau. 2017 wurde Angermann der Kulturpreis des Main-Kinzig-Kreises verliehen.
Erhard Angermann starb Ende 2018 nach langer Krankheit im Alter von 87 Jahren während einer Kurzzeitpflege in Klein-Auheim. Seine Urne wurde auf dem Klein-Auheimer Friedhof beigesetzt.